# (3058) Delmary
(3058) Delmary (1981 EO17) – planetoida z grupy pasa głównego asteroid okrążająca Słońce w ciągu 3,37 lat w średniej odległości 2,25 j.a. Odkryta 1 marca 1981 roku.